# Diaea subdola
Diaea subdola är en spindelart som beskrevs av O. Pickard-Cambridge 1885. Diaea subdola ingår i släktet Diaea och familjen krabbspindlar. Inga underarter finns listade i Catalogue of Life.